# 极乐净土 (歌曲)
《极乐净土》（日语：／ Gokuraku Jōdo）是GARNiDELiA于2016年8月17日发行的第五张单曲的两首B面曲之一，收录于2016年12月14日发行的专辑《Violet Cry》中。
尽管该曲本身并没有作为正式单曲发行，但却获得了极高的流行度，是GARNiDELiA组合事业发展转折点的歌曲。歌曲最初以欧美为目标群体，却意外在中国大受欢迎，在bilibili上有大量翻唱和翻跳视频，让GARNiDELiA在中国有很高的知名度。

## 概要
《极乐净土》的创作契机是，GARNiDELiA组合出道以后参加了很多国外的活动，创作了很多动画歌曲，为了加入有日本特色的元素，便创作了以“和”为主题的歌曲，服饰和舞蹈也具有和风的风格，歌曲中还融入了电子舞曲风格。
本歌曲于2016年4月25日在网上发布了舞蹈音乐视频PV，7月27日以数字音乐下载方式发布。在PV中，三名舞者分别为MIUME、MARiA和217，编舞中融入了蝴蝶步（查尔斯顿舞步）和花魁步，再加上和风服饰，整支舞蹈和歌曲大意以及节奏形成了一种统一风格。
在单曲发行后，《极乐净土》的PV并未附带于单曲的任何一个版本（初回限定版、期间限定版、通常版）中。在Oricon公信榜上，收录了《极乐净土》的单曲最高单周排名为第20位。

## 反响
在《极乐净土》舞蹈PV被发布于网络上之后，随即引发了网络爆红现象。直至2024年，《极乐净土》舞蹈PV的在YouTube上的播放次數已達到1億次。
在日本最大的视频网站niconico上，以“极乐净土”为标签的视频共有5460个。而在中国大陸，《极乐净土》被网友戏称为继电视动画《超时空要塞Δ》插曲《禁忌的边界线》之后的又一“毒品”和“洗脑神曲”。中国大陸的弹幕视频网站bilibili也出现了大量相关作品，被戏称为“攻陷B站”。这些相关作品中，除了舞蹈视频外，还出现了大量的MMD动画甚至音MAD视频。有分析认为，这种节奏鲜明、极具视觉特性、让人耳目一新的作品很受御宅族的喜爱，加上它们具有部分二次元属性，以及网友的助推，自然而然就有了这种创造狂潮效应。
2023年，芒果TV综艺节目《乘风2023》上，美依礼芽作为参与选手表演了《极乐净土》，再次引发热潮。

## 中文版
《极乐净土》推出以来，網上出現了多個粉丝制作的中文填词翻唱版本。2017年，由索尼音乐操刀，《极乐净土》推出官方中文版，並重新编曲，由2016年《超级女声》冠军圈9于“YACA 54th万圣动漫音乐盛典”首唱，并于2018年1月28日正式在网上发布。

## 制作名单
- MARiA – 演唱、作词、服装设计、舞者
- toku（日语：toku） – 作曲、编曲、录音、混音
- みうめ（日语：みうめ） – 编舞、舞者
- 仮面ライアー217（日语：仮面ライアー217） – 舞者
- moririn（日语：moririn） – 撮影、編集
- 田所ミニ（日语：田所ミニ） – logo设计
- 酒井秀和（日语：酒井秀和） – 母带处理
- ともよ（日语：ともよ） – 助手